# Cupa României (hochei) 2019-2020
Sezonul 2019-20 a fost cea de-a patruzeci și șaptea ediție a Cupei României. 
Evenimentul a fost organizat de către Corona Brașov. La această ediție s-au înscris 6 echipe care au fost repartizate în două grupe:
Grupa A: Corona Brașov, Progym Gheorgheni, Sportul Studențesc București
Grupa B: Dunărea Galați, HSC Csikszereda, CSA Steaua Rangers.

## Finala
|                   | Scor                               |                 | Patinoar                  |
| ----------------- | ---------------------------------- | --------------- | ------------------------- |
| Progym Gheorgheni | 1 – 2 (0 – 1, 0 – 0, 1 – 0, 0 – 1) | HSC Csikszereda | Patinoarul Olimpic Brașov |